# تشاه دنك
تشاه دنك (بالفارسية: چاه دنک) هي قرية تقع في قسم جلغة تشاة هاشم الريفي (مقاطعة دلغان) في إيران. يقدر عدد سكانها بـ 473 نسمة .